# Confinity
Confinity Inc. fue una compañía de software estadounidense radicada en Silicon Valley conocida por ser la creadora de PayPal. Fue fundada en diciembre de 1998 por Max Levchin, Peter Thiel y Luke Nosek como una empresa de criptografía para hacer pagos con aparatos móviles PDA como la Palm Pilot.

## Historia

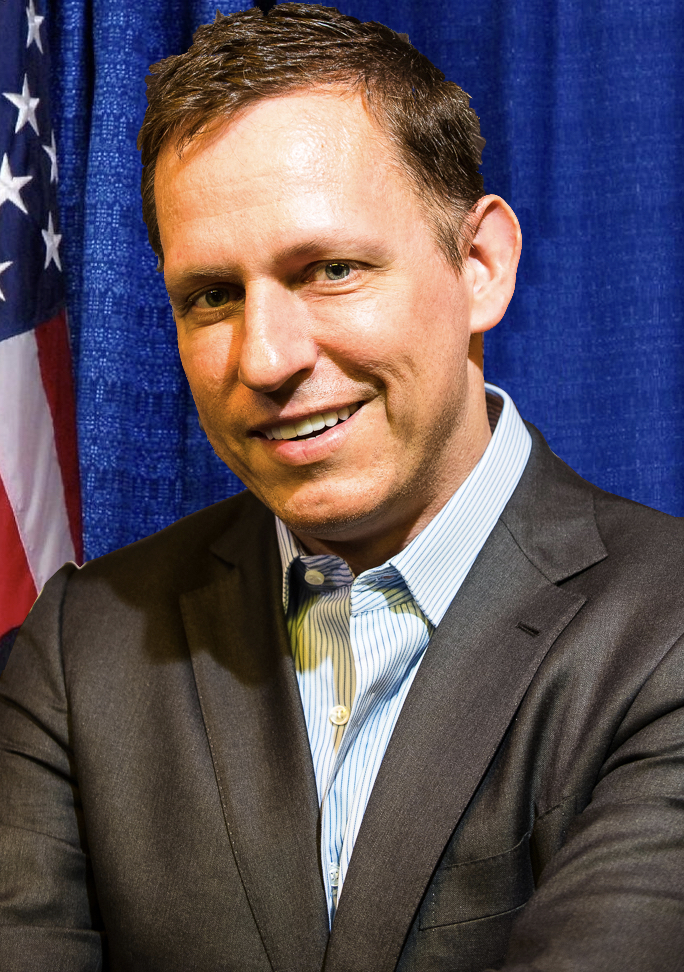
Peter Thiel en 2014

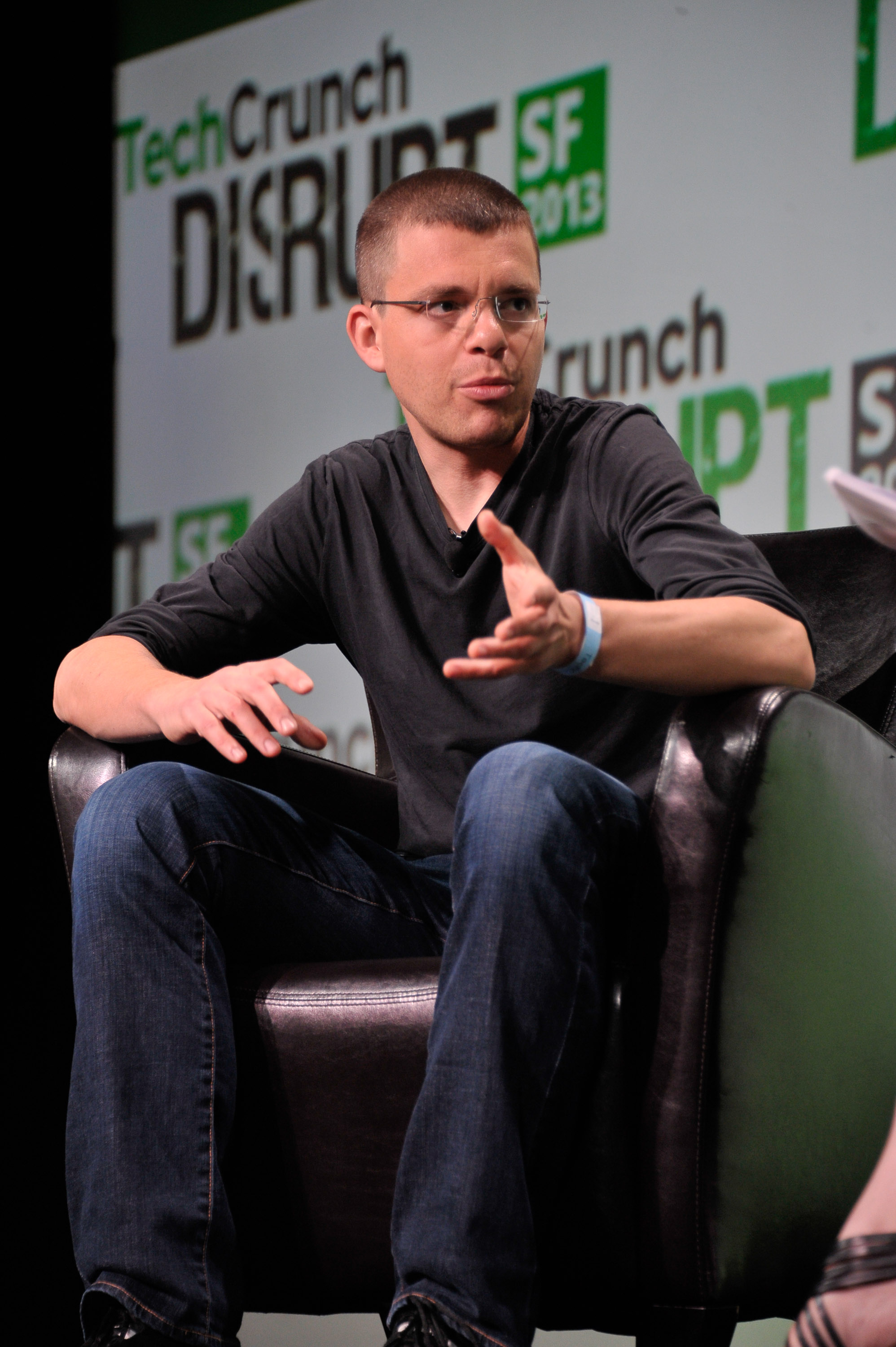
Max Levchin en 2013

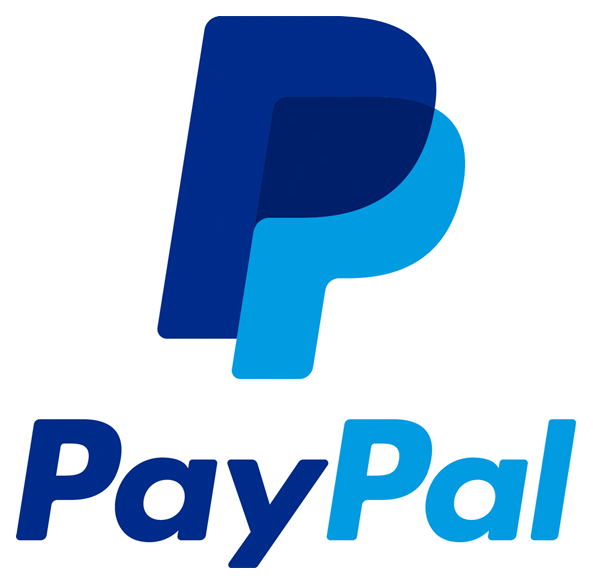
Logo de Paypal

En el verano de 1998 Max Levchin, recién graduado en la universidad de Illinois, se fue a la costa Oeste y por las noches dormía en el suelo del apartamento de un amigo. Solía ir a la Universidad de Stanford donde se colaba en los cursos de verano en los que había aire acondicionado y dormía un rato. Su amigo Luke Nosek, que había fundado una compañía en la que invirtió Peter Thiel, le recomendó que fuera a una clase que iba a impartir Thiel en Stanford. Levchin se coló en la clase y cuando terminó le expuso dos ideas de empresas. Thiel se interesó por la primera de ellas e invirtió en la fundación de Confinity.
El nombre Confinity sugiere una fusión de las palabras confidence (confianza) e infinity (infinito).
Confinity fue fundada en diciembre de 1998 por Max Levchin, Luke Nosek y Peter Thiel como CEO.
En septiembre de 1999 Confinity lo componían 19 personas. Eran emprendedores de internet y de los servicios financieros.
Los profesores de la Universidad de Stanford Dan Boneh y Martin Hellman ayudaron en el desarrollo de la aplicación y Hellman invirtió en Confinity. Martin Hellman y Whit Diffie inventaron la criptografía de clave pública (public key cryptography). PayPal usaba criptografía de curva elíptica (elliptical curve cryptography).
Cuando se lanzó PayPal a finales de 1999 había entre 3 y 4 millones de PDA que podían utilizarlo. Confinity esperaba que en 2003 habría 1000 millones de teléfonos móviles con capacidad de conectarse a internet que podrían usar PayPal. La innovación de PayPal era que era una billetera digital que no era preciso cargarla con antelación.
Los usuarios de Paypal registraban su tarjeta de crédito en la web de la compañía. Los pagos de PayPal se hacían a la tarjeta de crédito asociada. Confinity pagaba la comisión del 2%-3% al banco por procesar el pago (como hacían los comercios al cobrar con tarjeta). Pero solo la pagaba una vez y después el dinero podía moverse de aparato en aparato sin ningún coste para PayPal.
Los pagos se podían hacer entre particulares, a comercios, a bancos e instituciones financieras.
En septiembre de 1999 había recibido 5 millones USD de capital riesgo de un grupo de inversores que incluía el fondo de capital riesgo Nokia Ventures, el banco Deutsche Bank, y Bell Melton, el fundador de CyberCash.
La segunda sede de Confinity estaba en el 165 de University Avenue en Palo Alto, California. Previamente Google y Logitech habían tenido sus oficinas allí.
Inicialmente Confinity se centró en los pagos entre PDA mediante el puerto de infrarrojos. Cuando comprobaron que el mercado era muy pequeño comenzaron a centrarse en cómo hacer pagos en la web por correo electrónico. Esto les enfrentó con X.com en su lucha para atraer clientes. Las dos compañías gastaron millones de USD en publicidad.
En marzo de 2000 X.com y Confinity decidieron que tenía más sentido unir fuerzas que derrochar dinero en publicidad. Combinando el producto PayPal con los sofisticados servicios de X.com se fusionaron en una nueva entidad llamada X.com de la que Elon Musk fue nombrado CEO por ser el mayor accionista de la compañía fusionada resultante. En unas semanas X.com levantó 100 millones USD de inversión de Deutsche Bank y Goldman Sachs. En aquel tiempo X.com tenía más de un millón de clientes.
X.com se enfrentó en duras batallas a la infraestructura tecnológica, el fraude en línea y las estrategias de marca. En septiembre de 2000 las tensiones dentro del equipo directivo llegaron a que en una junta Peter Thiel dio un golpe de mano y reemplazó como CEO a Elon Musk que estaba de luna de miel. Musk quedó como consejero y siguió invirtiendo aumentando su posición como mayor accionista.

En junio de 2001 X.com cambió el nombre por el de su producto PayPal para denominarse PayPal Inc. Por entonces la compañía facturaba 240 millones USD al año con PayPal.
En 2002 PayPal empezó a cotizar en bolsa.
En octubre de 2002, eBay adquirió PayPal por 1500 millones de dólares en acciones. Antes de la venta, Musk era el accionista mayoritario, con el 11.7% de las acciones de PayPal.
Con la venta Elon Musk ganó 180 millones USD en acciones de eBay. Dedicó 100 millones USD a fundar SpaceX, 70 millones USD a Tesla, Inc. y 10 millones USD a SolarCity.
Varios miembros del equipo de PayPal fundaron sus propias compañías, como YouTube (Chad Hurley, Steve Chen y Jawed Karim), LinkedIn (Reid Hoffman), Yelp (Russel Simmons, Jeremy Stoppelman) y Jammer.
En 2015 eBay se separó de PayPal para hacerla una compañía independiente.

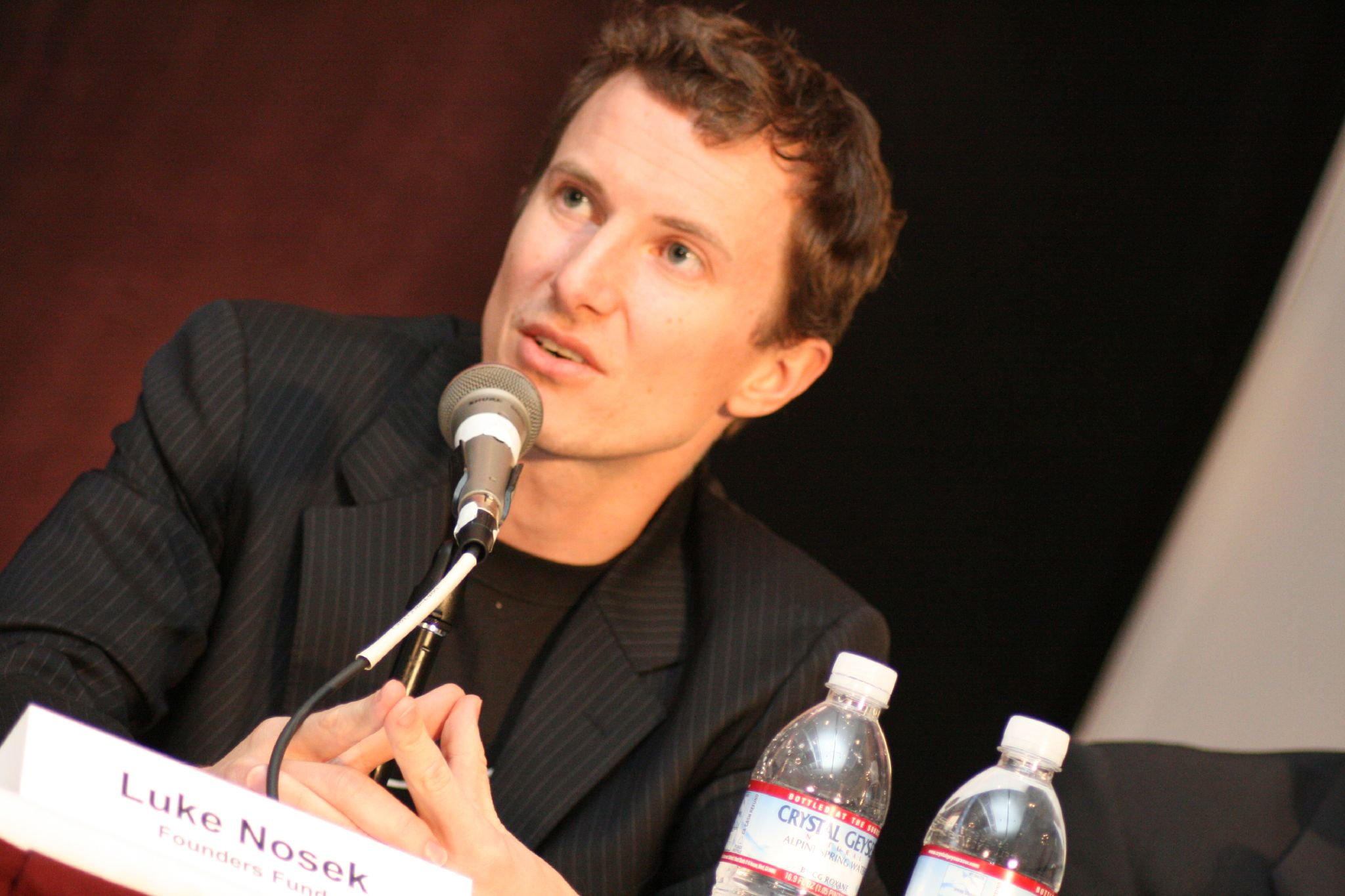
Luke Nosek en 2007
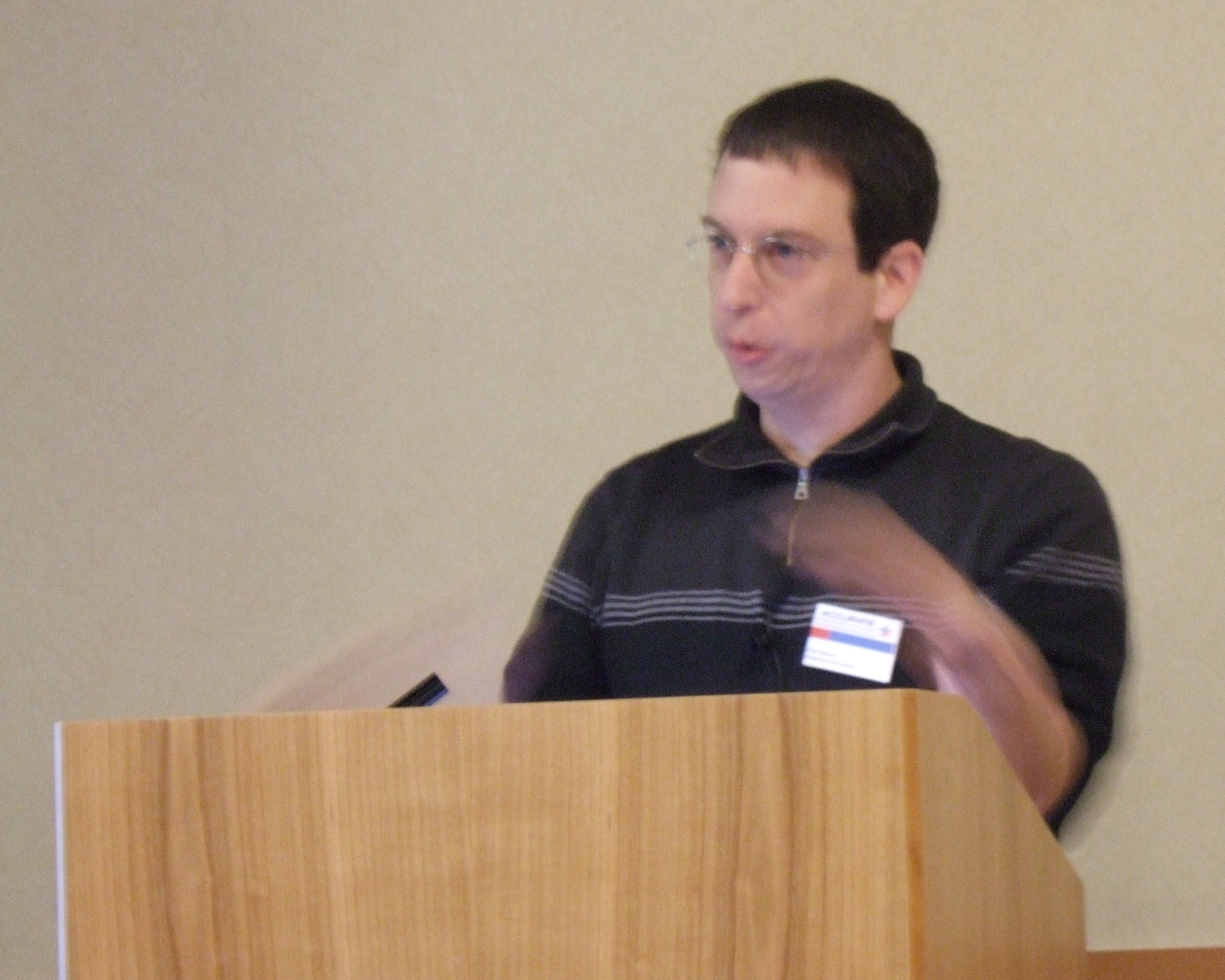
Dan Boneh en 2007
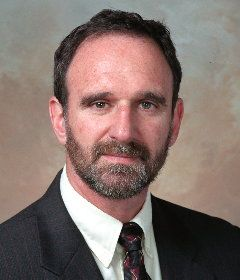
Martin Hellman en 2004
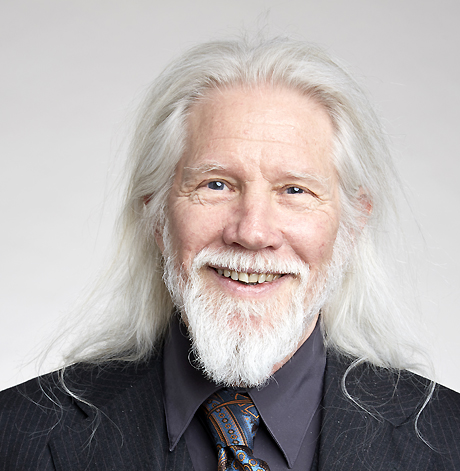
Whitfield Diffie en 2017
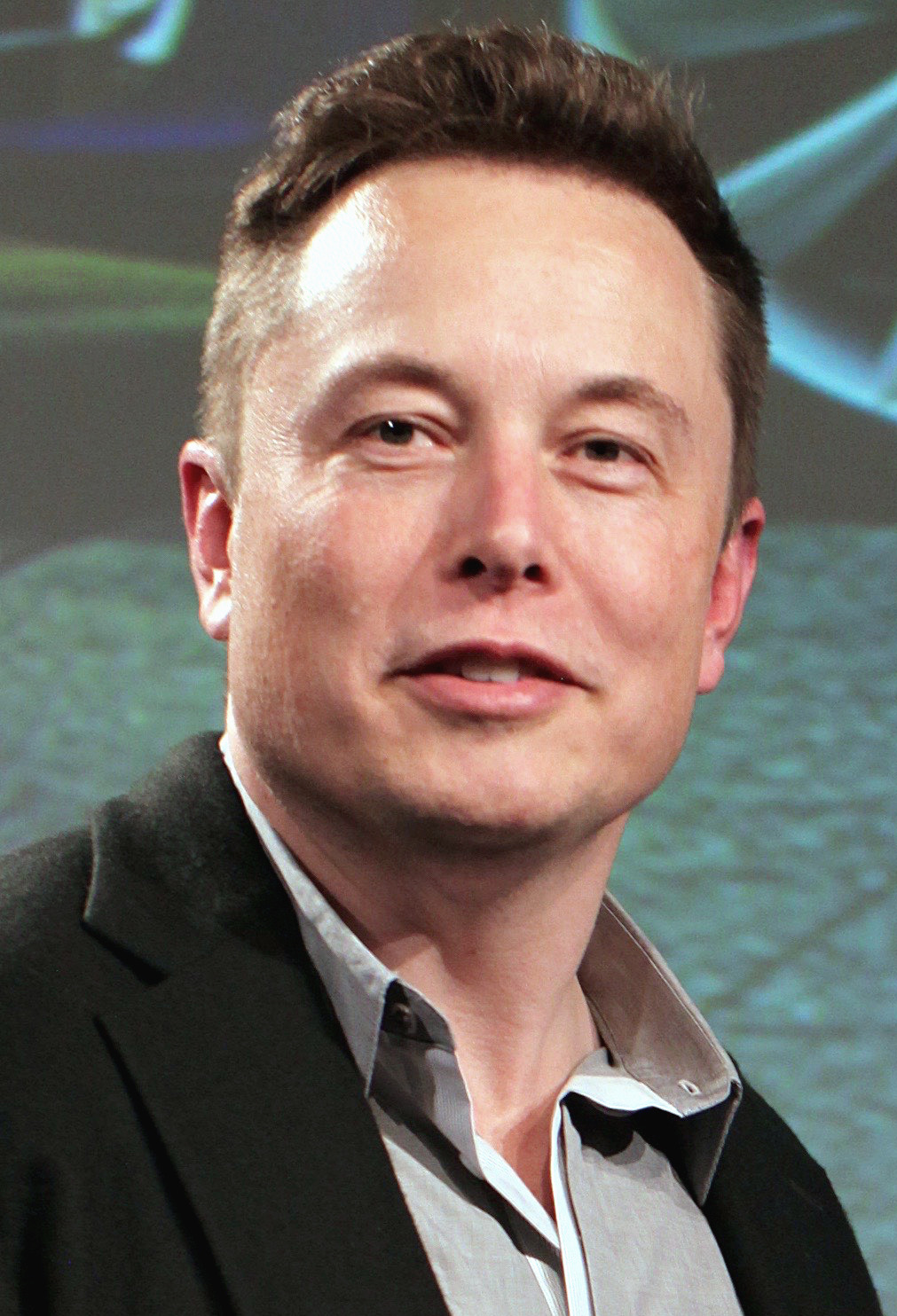
Elon Musk en 2015